# Edgeworth David
Tannatt William Edgeworth David, Edgeworth David (ur. 28 stycznia 1858 w St. Fagans, Glamorgan, Walia, zm. 28 sierpnia 1934 w Sydney, Nowa Południowa Walia, Australia) – walijsko-australijski geolog, profesor Uniwersytetu w Sydney; uczestnik wypraw antarktycznych, m.in. członek wyprawy Ernesta Shackletona na statku „Nimrod” i kierownik pierwszej wyprawy do południowego bieguna magnetycznego, jeden z odkrywców bogatych pokładów węgla w Hunter Valley w Nowej Południowej Walii i badacz raf koralowych na Oceanie Spokojnym.

## Życiorys

### Dzieciństwo i młodość w Anglii
Urodził się na plebanii, St. Fagans (Glamorganshire) jako najstarsze dziecko wielebnego Williama Davida. Do 12. roku życia uczył się pod opieką ojca (amatorsko interesującego się skamieniałościami i starożytnością), a następnie kolejno w Magdalen College School (Oksford) i New College w Oksfordzie. Szkołę ukończył w 1878 roku. W ramach rekonwalescencji po chorobie, na którą zapadł przed ukończeniem szkoły, wyjechał do Kanady, skąd wracał żaglowcem Yorkshire, odwiedzając Melbourne. Po powrocie do Oxford uczęszczał na wykłady geologii profesora Josepha Prestwicha, eksperta z dziedzinie trzeciorzędu. Stopień B.A. osiągnął w roku 1881. 
Pod wpływem swoich nauczycieli już w 1880 r. zaczął badać ślady zlodowaceń w rodzinnej okolicy, co umożliwiło wydanie pierwszej publikacji naukowej. W 1882 rozpoczął kurs geologii w Royal College of Science (South Kensington) u prof. J.W. Judd, jednak wkrótce został polecony przez swoich naukowych opiekunów na stanowisko asystenta w służbach geologicznych Nowej Południowej Walii (jego poprzednik na tym stanowisku zaginął w tajemniczych okolicznościach w czasie badań terenowych). 

### Praca wNew South Wales government
W pierwszych miesiącach pobytu w Australii (od listopada 1882 r.) przygotował – na podstawie zgromadzonej kolekcji skamieniałości – szkic mapy geologicznej dystryktu Yass (kolekcja spłonęła w pożarze Garden Palace). W latach 1883–1884 prowadził terenowe badania zasobów mineralnych Nowej Anglii (początkowo wspólnie z Charlesem Wilkinsonem). Na podstawie zgromadzonych danych opracował pierwszą monografię – Memoirs, No.1, of the Geological Survey of New South Wales (1887). 
W kwietniu 1886 roku rozpoczął – wraz z asystentem, G.A. Stonierem – systematyczne badania geologiczne w dolnym biegu rzeki Hunter, które już w sierpniu pozwoliły określić położenie złoża węgla w South Maitland. Uznaje się, że odkrycie złoża miało podobną wagę jak wykazanie, że poszukiwania można prowadzić metodami geologii polowej.
Przebieg badań David referował publicznie na spotkaniach z mieszkańcami. Pozytywne opinie o tych prelekcjach dotarły do profesorów Uniwersytetu w Sydney (Archibald Liversidge i William Stephens), co odegrało ważną rolę w kolejnych latach.

### Okres 1891–1914

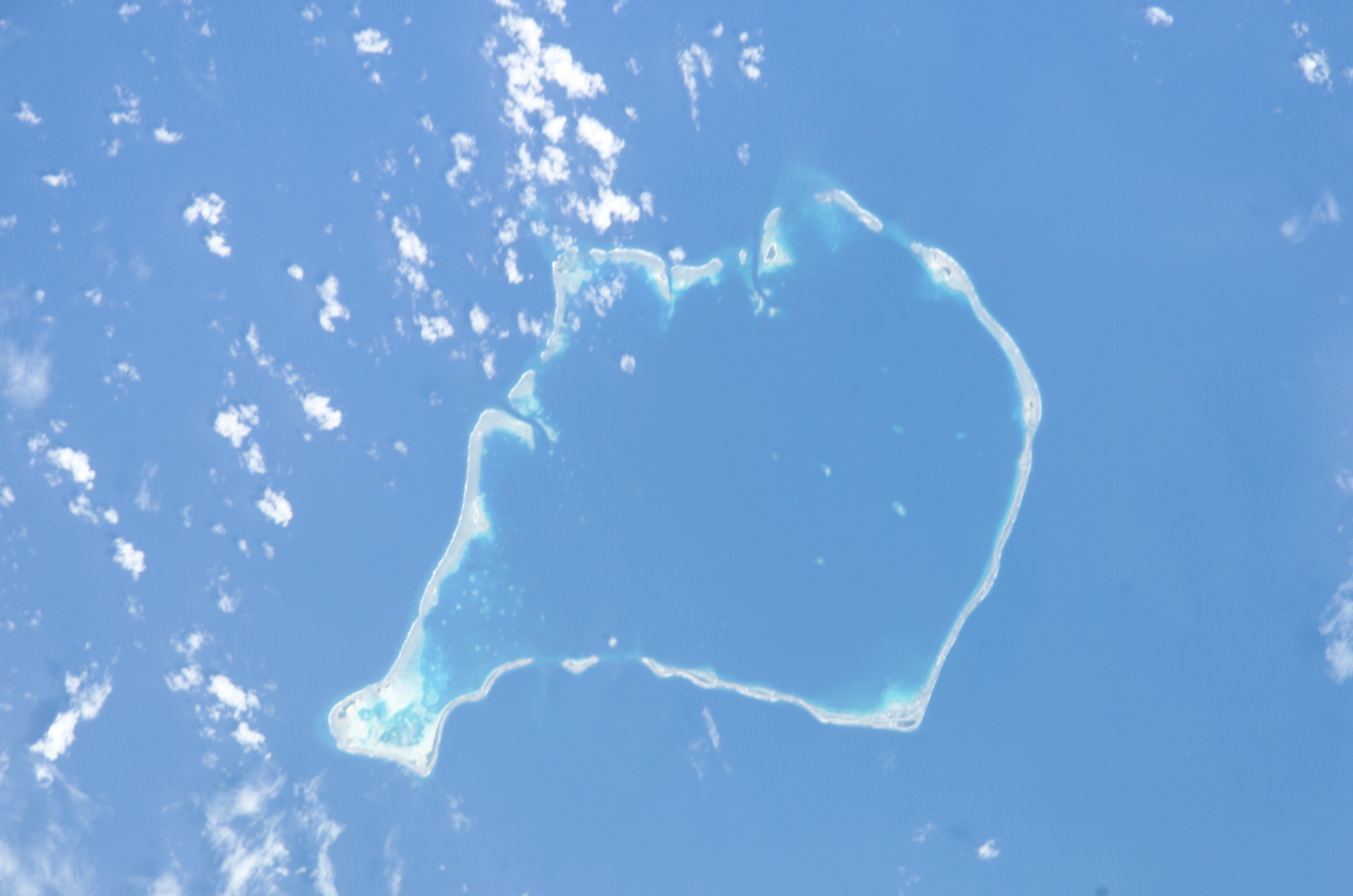
Atol Funafuti – zdjęcie satelitarne

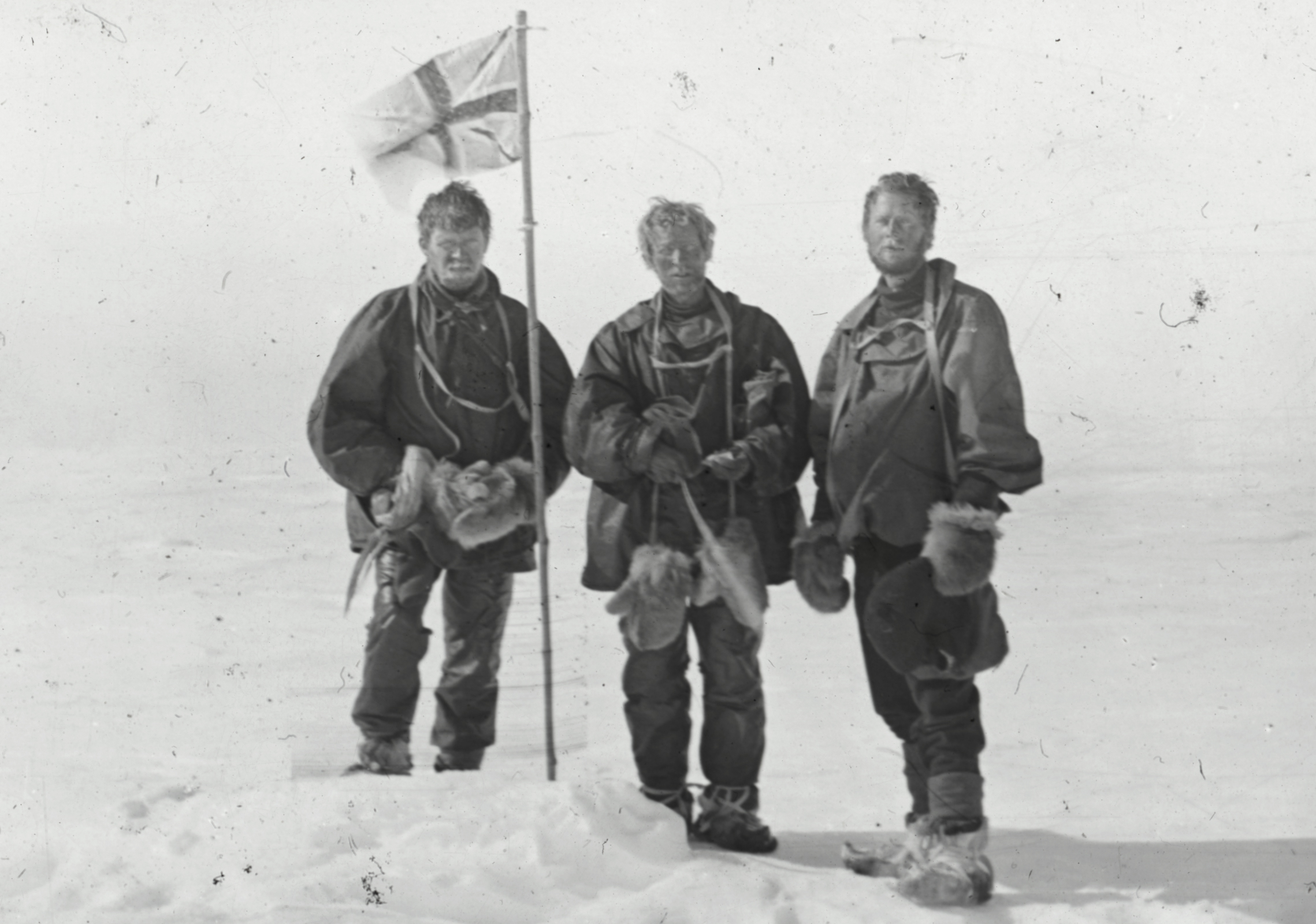
Douglas Mawson, Alistair Mackay i Edgeworth David na południowym biegunie magnetycznym; 16 stycznia 1909 (fot. David)

Brytyjski okop w bitwie pod Sommą (lipiec 1916)

W maju 1891 David zdecydował się podjąć starania o stanowisko w Uniwersytecie w Sydney. Początkowo był wykładowcą geologii i William Hilton Hovell lecturer in physical geography (od 1893 r. w budynku z nowym laboratorium i audytorium). W czasie pierwszej dekady pracy w tym charakterze zwrócił na siebie uwagę środowiska naukowego publikując wyniki badań wysp koralowych na Pacyfiku. W czerwcu 1897 r. zorganizował – korzystając z dotacji rządowej i pomocy prywatnego sponsora (Thomasa A. Stuarta) – ekspedycję do Funafuti. W skład ekipy wchodził inżynier – geolog-amator (George Sweet), żona Davida, dwóch studentów i grupa robotników. Po pokonaniu trudności technicznych i kadrowych udało się z 340 m odwiertu wydobyć próbki wyraźnie potwierdzające hipotezę Karola Darwina, że koralowe atole rosły stopniowo na powoli zapadającej się platformie. Za odkrycie David otrzymał od Geological Society w Londynie Bigsby Medal (1899); został również członkiem Royal Society, London (1900).
Swoje badania historii zlodowaceń plejstocenu, rozpoczęte w Anglii, kontynuował początkowo w okolicy rzeki Hunter, a potem – wspólnie z R.D. Oldhamem – m.in. w okolicy Góry Kościuszki (tam nauczył się jeździć na nartach). Po publikacji wyników tych badań (m.in. na International Geological Congress, 1906) został uznany za światowy autorytet w tej dziedzinie.
Umiejętność jazdy na nartach okazała się ważna, gdy w grudniu 1907 roku, wraz dwoma byłymi studentami (Douglasem Mawsonem i Leo Cottonem), dołączył do ekspedycji Shackletona na Mount Erebus (3795 m). Wiosną następnego roku powodzeniem zakończyła się ekspedycja do południowego bieguna magnetycznego, nazywana epopeją odwagi i wytrwałości. David z D. Mawsonem oraz młodym szkockim lekarzem – Alistairem Forbesem Mackayem – ciągnęli obciążone sanie na trasie 1250 km, pokonując ponad 2200 m różnicy poziomów.

### I wojna światowa
W 1915 r. David i prof. Ernest Skeats skłonili rząd Australii do stworzenia i wyposażenia specjalnych jednostek geologów i górników, wspomagających działania frontowe. Davida mianowano majorem w Mining Battalion, utworzonym w Australia Imperial Force. Wykonywał pionierskie prace w zakresie geologii wojskowej, m.in. jako geologiczny doradca przy projektowaniu rozmieszczenia i konstrukcji okopów, podkopów i tuneli. Działał we Francji i na Froncie Zachodnim (styczeń 1916 r.). Doznał poważnych urazów, które pozostawiły trwałe skutki zdrowotne. W czerwcu 1917 r. został przydzielony do inspekcji górniczej w Sztabie Generalnym British Expeditionary Force; otrzymał stopień podpułkownika.

### Okres po I wojnie światowej
W 1919 roku Dawid wrócił do Australii powrócił do uniwersytetu i do opracowywania geologicznego opisu Australii. Otrzymał od uniwersytetu długotrwałe urlopy naukowe, umożliwiające podróżowanie po kraju (1921, 1923–1924), a od poświęcił im się całkowicie. Dzięki ogromnemu wysiłkowi wielkie prace – Geological Map of the Commonwealth of Australia i tom Explanatory Notes – zostały ukończone i opublikowane w roku 1932.

## Publikacje
Po śmierci Davida rękopisy jego prac nt. geologii Australii zostały opracowane przez Williama Browna i wydane w roku 1950 wraz z kopiami ok. 150 wcześniejszych publikacji naukowych oraz wielu innych artykułów, drukowanych w gazetach i magazynach.
W National Library of Australia zostały zachowane (głównie dzięki Anne Edgewort), liczne rękopisy, m.in.:
- Glacial action in the neighbourhood of Cardiff (1881),
- Glacial action in Australasia (prawdopodobnie przed 1900),
- University Science Teaching (1902),
- The aims and ideals of Australasian science; przemówienie inauguracyjne dla Australasian Association for the Advancement of Science (1904),
- Geological notes on Kosciusko, with special reference to evidences of glacial action (1908),
- Evidence of recent submergence of coast at Narrabeen (1908),
- przemówienie dla Royal Society of New South Wales (1911),
- przemówienie dla Australasian Association for the Advancement of Science (1913),
- Geology of the Commonwealth.

## Odznaczenia i upamiętnienie

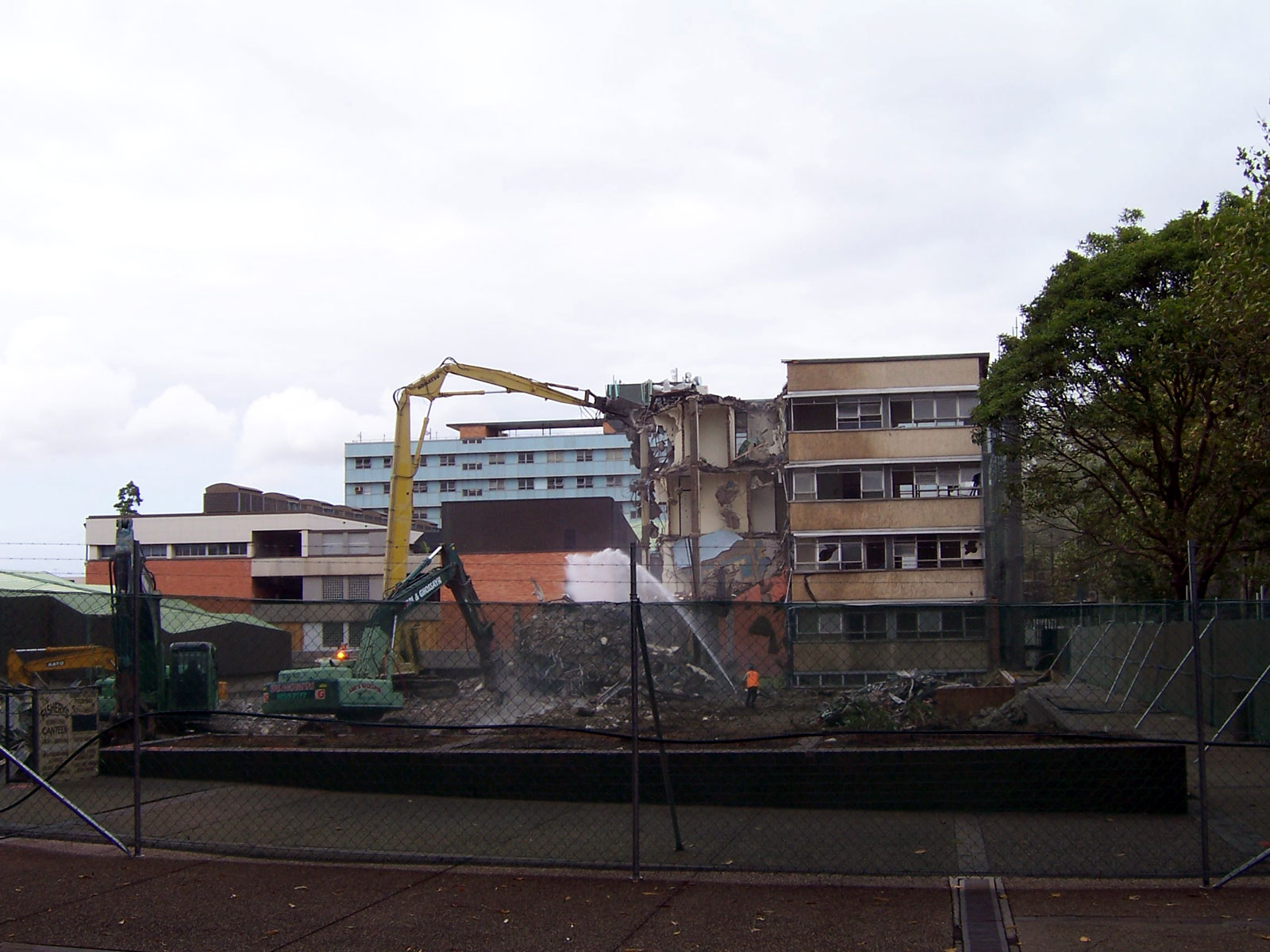
Demontaż „Edgeworth David building” – domu nauk o Ziemi w Uniwersytecie w Sydney (przygotowanie terenu dla nowego budynku Wydziału Prawa według projektu z roku 2010)

Edgeworth David, któremu przyznano miano „A Very Australian Hero”, przez studentów Uniwersytetu w Sydney nazywany z szacunkiem „The Prof” lub „The Professor”, otrzymał m.in.
:
- Bigsby Medal (1899),
- Medal Wollastona (1915),
- Clarke Medal (1917)[13],
- Distinguished Service Order – DSO (1918),
- Rycerz Komandor Orderu Imperium Brytyjskiego (Knight Commander of the Order of the British Empire – KBE, 1920) oraz tytuł Sir Edgeworth,
- Kawaler Orderu Św. Michała i Św. Jerzego (Companion of the Order of St Michael and St George – CMG),
- Tytuł Fellows Royal Society.

Po jego śmierci ustanowiono Edgeworth David Medal, nadawany przez Royal Society of New South Wales młodym naukowcom (poniżej 35 lat) za wybitny wkład badania geologiczne, głównie na terytorium Australii. Jego imieniem nazwano m.in. letnią stację badawczą Edgeworth David Base w Oazie Bungera na Antarktydzie, przedmieście w Hunter Valley (Edgeworth), kamieniołom w Seaham, odwierty na Funafuti (odwierty Davida). W 1968 roku jego portret umieszczono na znaczku pocztowym wydanym przez Pocztę Australii. Otrzymał Doktoraty HC Uniwersytetu Oksfordzkiego (1911), Uniwersytetu w Sydney, University of Cambridge, University of Manchester, University of Wales University of St Andrews.

## Życie prywatne
Ożenił się 30 lipca 1885 r. w Canterbury z Caroline Martha (Cara) Mallett (ur. 1856 r.), którą poznał w 1882 roku, gdy tym samym rejsem płynęła z Anglii do Sydney, aby objąć funkcję dyrektora Hurlstone Training – szkoły dla nauczycielek. Mieli troje dzieci – dwie córki i syna.
Zmarł na płatowe zapalenie płuc 28 sierpnia 1934 roku w Royal Prince Alfred Hospital. Został pochowany z honorami wojskowymi. W The Sydney Morning Herald napisano:

Never previously in the history of Sydney has there been a more striking manifestation of sorrow, at once sincere and spontaneous, at the passing of a great man, who, by his works, his inspiration, and his quiet charm of personality, had filled a distinctive place, not only in science, but also in the hearts of the community